# Siphanta
Genre
Synonymes
- Lombokia (Distant, 1910)
- Parasalurnis (Distant, 1910)
- Phalainesthes (Kirkaldy, 1899)
- Siphantoides (Distant, 1910)

Siphanta est un genre d'insectes de l'ordre des Hémiptères, du sous-ordre des Auchenorrhyncha, de la famille des Flatidae, de la sous-famille des Flatinae, de la tribu des Flatini et de la sous-tribu des Siphantina.

## Espèces
Siphanta acuta - Siphanta acutipenins - Siphanta acutipennis - Siphanta alboconspersa - Siphanta angularis - Siphanta angustata - Siphanta anomala - Siphanta atomaria - Siphanta bifida - Siphanta compacta - Siphanta constricta - Siphanta eberhardi - Siphanta expatria - Siphanta fusca - Siphanta galeata - Siphanta gallowayi - Siphanta glauca - Siphanta granulata - Siphanta granulicollis - Siphanta gregaria - Siphanta griseoviridis - Siphanta hackeri - Siphanta hebes - Siphanta kurandae - Siphanta lucindae - Siphanta luteolineata - Siphanta lynae - Siphanta montana - Siphanta nubecula - Siphanta occidentalis - Siphanta parva - Siphanta patruelis - Siphanta peracuta - Siphanta recurva - Siphanta roseicincta - Siphanta similis - Siphanta solitaria - Siphanta striata - Siphanta subgranulosa - Siphanta tasmanica - Siphanta thambeos - Siphanta trimaculata - Siphanta tropica - Siphanta unicolor